# Котловина Нансена
Котлови́на На́нсена — подводная котловина в центральной части Северного Ледовитого океана, расположенная между хребтом Гаккеля и шпицбергенско-североземельским материковым склоном.
Средняя глубина котловины составляет около 3430 м, максимальная глубина достигает 3975 м. В западной части в котловину врезается ущелье Литке, наибольшая глубина которого 5449 м.
Своё название котловина получила в честь норвежского полярного исследователя Фритьофа Нансена.